# 石宏規
石宏規（1898年8月25日—1982年6月17日），字艾三。湖南省永綏縣吉洞鄉老汪汎人。民國37年（1948年）在湖南邊疆地區民族當選第一屆立法委員。

## 生平[1]
- 湖北省立文科大學外文系畢業
- 常德、鳳凰等市縣執監委員
- 湖南湘西聯合鄉村師範學校校長
- 湖南第一警備軍政訓主任
- 湖南省乾城縣縣長
- 湖南省第三區專員公署秘書
- 乾城縣黨務指導委員
- 湖南省南嶽管理局局長
- 湖南省田糧處副處長
- 湖南省臨時參議會參議員
- 制憲國民大會代表
- 民國71年6月17日病逝[2]